# USS Doyle (DD-494)
Pour les autres navires du même nom, voir USS Doyle.
L'USS Doyle (DD-494/DMS-34) est un destroyer de classe Gleaves en service dans la Marine des États-Unis pendant la Seconde Guerre mondiale. Il fut le seul navire nommé en l'honneur de Richard Doyle, un mitrailleur de l'US Navy ayant servi durant la guerre de Tripoli.
Sa quille est posé le 26 mai 1941 au chantier naval Seattle-Tacoma Shipbuilding Corporation de Seattle, dans l'État de Washington. Il est lancé le 17 mars 1942, parrainé par Mme C. M. Maloney, et mis en service le 27 janvier 1943 sous le commandement du lieutenant commander C. E. Boyd.

## Historique
Ses premières missions ont lieu en Méditerranée et dans l’Atlantique où il réalise des escortes de convois à Casablanca, Greenock et Londonderry. Il réalise des opérations de lutte anti-sous-marine et des exercices d'entraînement, naviguant dans les Caraïbes en sentinelle du porte-avions d'escorte Bataan.
Le 18 avril 1944, il quitte les États-Unis et fait route vers Plymouth en vue de participer à l’opération Neptune. Le 5 juin, il appareille à destination des côtes normandes au sein de la 31e escadre de dragueurs de mines et ouvre la voie à l’armada alliée. Le Jour J, il appuie par le feu au plus près du rivage le débarquement devant Omaha Beach (en particulier contre le point d’appui allemand Wn 60, mais également devant Port-en-Bessin) et porte son secours à des navires en difficultés, notamment les LCI 93 et 487, secourant 37 survivants.
Pendant la suite de la bataille de Normandie, il patrouille dans la Manche afin de sécuriser la flotte alliée jusqu'au 15 juillet avant de rejoindre la Méditerranée en vue de participer au débarquement de Provence. Il réalise plusieurs missions d’escorte dans la région en 1945 (patrouilles au large de Marseille, escorte de convois jusqu'à Naples et en Afrique du Nord), avant d’être transformé en dragueur de mines rapide aux États-Unis. L'immatriculation DMS-34 lui est affecté le 23 juin 1945.
Le 27 août, il appareille de son port d’attache de Norfolk pour rejoindre la base de San Diego (Pearl Harbor) dans le Pacifique, avant de rejoindre Okinawa et Sasebo en octobre. Il sert de navire-amiral du commandement de la Mine Force, Pacific lors de l'occupation américaine du Japon avant de retourner à San Francisco le 31 mars 1946. Il opère ensuite au large de la Côte ouest et dans le Pacifique occidental du 18 août 1947 au 19 avril 1948.
Par la suite, l’USS Doyle participe à la guerre de Corée puis est engagé en Méditerranée jusqu'en mai 1954. Placé en réserve, il est définitivement retiré du service le 19 mai 1955. Il est finalement démoli en 1972.

## Décorations
Le Doyle a reçu deux Battles star pour son service dans la Seconde Guerre mondiale. Il reçut également six autres Battles star pour son service dans la guerre de Corée. 

## Commandement
- Lieutenant commander Clarence Evans Boyd du 27 janvier 1943 au 26 mars 1944.
- Commander James Gilbert Marshall du 26 mars 1944 au 30 juin 1945.
- Lieutenant Thurston Barnes Morton du 30 juin 1945 au 27 octobre 1945.